# نیر اوز
نیز توز (به لاتین: Nir Oz) یک منطقهٔ مسکونی در اسرائیل است که در Eshkol Regional Council واقع شده‌است.